# 八王子競馬場
八王子競馬場（はちおうじけいばじょう）は、1920年代から1940年代にかけて、現在の東京都八王子市に存在した競馬場である。大井競馬場、小林牧場の前身。

## 沿革

### 前史
大正時代、当時の南多摩郡小宮村西中野（現・八王子市中野町・中野山王・中野上町付近）では、神社の祭礼の余興として「お祭り競馬」が催されていた。すなわち、近隣の農家が自家用の農耕馬を出走させ、村の若衆が騎手をつとめる草競馬である。東京・横浜などからも見物客が集まるなど盛況であったため、1927年、地方競馬規則が制定されると、「多摩八王子競馬会」が設立された。

### 開場と移転
1928年8月25日に競馬施行許可をうけた後、一周1,000m・幅16mの馬場と付属施設からなる八王子競馬場が小宮村西中野に建設され、同年11月17日、第1回のレースが行われた。その後出走馬数・入場者数・売上高とも上昇し、施設が手狭になったため、1934年、小宮町粟ノ須と日野町日野新田（現在の八王子市高倉町・日野市旭が丘二丁目・六丁目付近）にまたがる総面積80,000坪の新競馬場が建設された。また、1937年には開催者が多摩八王子競馬会から「東京府馬匹畜産組合連合会」へと移管された。

### 戦中の八王子競馬場
1939年、軍馬資源保護法の施行により、柏、川越など、関東地方でも多くの地方競馬場が閉場したが、八王子競馬場は存続し、従来の競走は「鍛錬馬競走」に改められた。鍛錬馬競走は、出走する農耕馬から軍用候補馬を選定し、戦地などに徴用するという名目であり、また馬事の知識普及・宣伝が目的とされたが、優勝馬投票券附入場券（勝馬投票券（馬券）にあたる。入場券1枚につき馬券が1枚、つまり1人1回しか馬券が買えない）方式は存続し、配当金も公認競馬（現在の中央競馬にあたる）並に引き上げられた。しかし戦局の悪化とともに開催は減少し、1944年にはすべての開催が中止された。

### 戦後の八王子競馬場と終焉
1945年、太平洋戦争の終結によって競走は再開された。しかし軍馬資源保護法は廃止されたため、旧地方競馬場では法規に規制されないヤミ競馬が数多く開催された。八王子競馬場でも、フォーカス式とよばれる日本初の連勝単式馬券が発売され、売り上げが飛躍的に伸びる一方、他の競馬場での例に漏れず、法規制が未整備のため、騎手や馬主による不正が横行した。GHQ司令官マッカーサーに宛てた国民各層からの投書群の中には、八王子競馬における不正を告発するものがある。このような無法状態を解消するため、1946年、「地方競馬法」が施行された。また1948年には「競馬法」により、一部のレースを除いて主催者が都道府県に移管され、八王子競馬場でも馬場施設などの資産が東京都に継承された。八王子競馬場での競馬開催は、1948年、1949年に都営競馬及び八王子市営競馬が延べ8回行われたが、翌1950年、大井競馬場の開場により競走はおこなわれなくなった。
かわって1952年、競馬場の跡地は八王子牧場となり、競走馬の育成・調教の場となった。また、1954年には関東地方競馬組合の騎手講習所が、1962年には騎手学校が開設されたが、1964年に栃木県塩原町（現・那須塩原市）へ移転し、翌1965年に八王子牧場も廃止され、競走馬の育成機能については千葉県の小林牧場に移転された。

### 現在
跡地には、東京都立大学日野キャンパス・東京都立八王子東高等学校・八王子市立高倉小学校等が建っている。

## 八王子記念
戦災都市の指定をうけた八王子市は1948年、復興資金調達のための競馬開催が許可され、年2回の開催が可能となった。八王子市主催によるレースはのちに年4回となり、競馬場が大井に移転した後の1968年までつづいた。同年から、かつての八王子競馬場を記念する八王子記念競走が大井競馬場で東京都競馬により実施され、1984年まで17回開催された。